# Mary Ann Cotton
Mary Ann Cotton   (Sunderland, 15 d'octubre de 1832 - Durham, 24 de març de 1873), nascuda com Ann Robson, va ser una assassina anglesa, condemnada i executada per l'assassinat per enverinament del seu fillastre Charles Edward Cotton.

## Assassinats
Probablement va matar tres dels seus quatre marits, aparentment per beneficiar-se de les seves pòlisses d'assegurança. Podria haver matat a unes 21 persones, incloent a 11 dels seus 13 fills. Principalment utilitzava l'enverinament per arsènic, que causa un gran dolor gàstric i un ràpid deteriorament de la salut. Va poder "camuflar-se" durant tants anys a causa de les epidèmies de tifus encara eren comuns en l'epoca a Anglaterra i donat que els símptomes de la malaltia són molt similars als d'aquest tipus d'enverinament: dolor abdominal, febre que pot ser extremadament alta, de 40,6 °C a 41,1 °C i que pot durar fins a 2 setmanes, tos... i finalment la mort.
L'arsènic té una llarga història com a agent homicida, però des dels últims anys de l'segle XIX l'arsènic ha estat usat com a pesticida i agent quimioterapèutic, acabant en consequencia en productes de consum, arròs, cereals, fins i tot en l'aigua potable en nivells inferiors a 0,01 mg per litre d'aigua. Segons l'Organització Mundial de la Salut, s'estima que el consum prolongat d'aigua potable amb un contingut d'arsènic major de 0,01 mg per litre podria arribar a provocar arsenicosis.

## Joventut
Mary Ann Robson va néixer el 31 d'octubre de 1832 a Low Moorsley (avui part de Hetton-li-Hole, Sunderland), filla de Michael Robson, un " Colliery Sinker" (cercador de nous pous a les mines de carbó) i Margaret, nascuda Londsale, i batejada a St Mary, West Rainton l'11 de novembre. La seva germana, Margaret, va néixer al 1834 però va viure només uns mesos. El seu germà, Robert, va néixer l'any 1835.
Quan Mary Ann tenia vuit anys, tota la família es va mudar a el poble de Murton, al Comtat de Durham.

## Judici
Durant el judici, el diari "The Northern Echo" va publicar un article sobre Mary Ann, en el qual la seva tutora a l'escola dominical Wesleyan, a Murton, la descrivia com "una alumna assídua i exemplar", "una noia de tarannà innocent i intel·ligència normal" i "que es distingia pel seu aspecte particularment net i arreglat. "